# بيرد آي (طائرة)
بيرد أي (بالإنجليزية: IAI Bird-Eye) عائلة طائرات دون طيار تنتجها «إسرائيل أيروسباس إندستريز» (إسرائيل لصناعات الطيران والفضاء
). ويوجد من تلك الطائرات الخفيف بحمولة نحو 2 كيلوجرام ومداها 5 كيلومتر، ومنها الثقيل نسبيا بحمولة 5 و8 كيلوجرام ويبلغ مداها نحو 10 كيلومترات. تستطيع تلك الطائرات الطيران لمدة بين ساعة وساعتين.
| الاسم        | وزن الإقلاع | الحمولة | اتساع الجناحين | الطول | زمن الطيران | المدى |
| ------------ | ----------- | ------- | -------------- | ----- | ----------- | ----- |
| Bird-Eye 100 | 1.3 kg      |         | 85 cm          | 80 cm | 1 hour      | 5 km  |
| Bird-Eye 400 | 4.1 kg      | 1.2 kg  | 2m             | 0.8m  | 80 min      | 15 km |
| Bird-Eye 500 | 5 kg        | 0.9 kg  | 2m             | 1.5 m | 1 hour      | 10 km |
| Bird-Eye 600 | 8.5 kg      | 1.5 kg  |                |       | 2 hours     | 10 km |

## طائرات أخرى تنتجها الشركة
تقوم الشركة «إسرائيل أيروسباس إندستريز» أيضا بأنتاج طائرات دون طيار كبيرة يمكنها حمل حمولة 5 أطنان من الأجهزة أو القنابل. من تلك الطائرات :
- أيتان (طائرة)
- هيرون (طائرة)
وتستخدمان في العمليات الحربية.

## اقرأ أيضا
- هاربي (طائرة)
- أيتان (طائرة)
- شافيت
- أفق (قمر صناعي)
- إم كيو-1 بريداتور
- إم كيو-9 ريبر
- بانثر (طائرة)
- هيرون، طائرة إسرائيلية
- هاروب (طائرة)
- طائرة دون طيار
- إسرائيل لصناعات الطيران والفضاء
- أورلان-10